# Stanisław Zdziarski

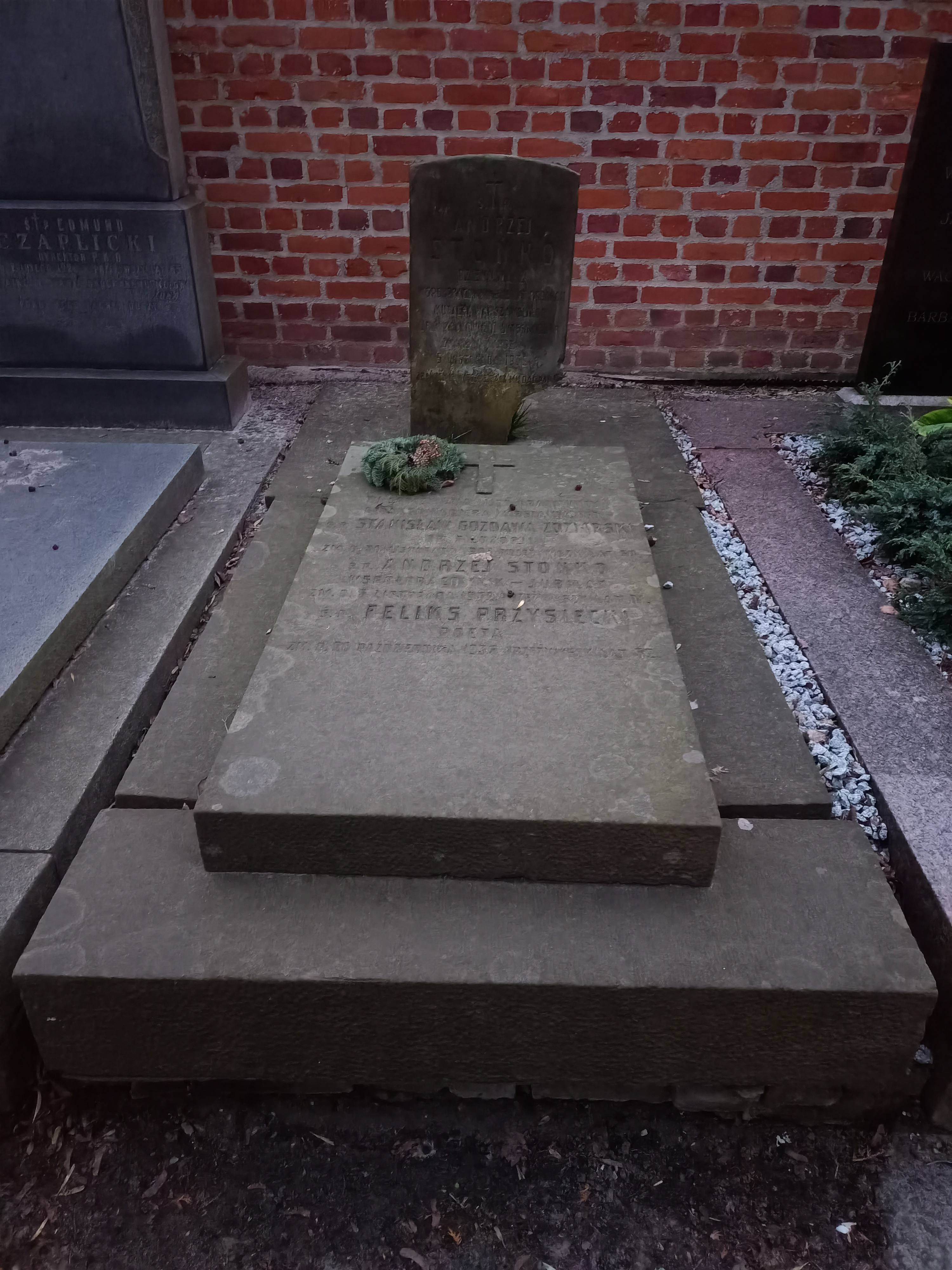
Grób Stanisława Zdziarskiego na Cmentarzu Powązkowskim

Stanisław Zdziarski (ur. 17 listopada 1878 w Tarnopolu, zm. 2 grudnia 1928 w Warszawie) – historyk literatury, slawista, folklorysta. 
W czasopismach "Wisła" i "Lud" ogłosił kilkanaście szkiców o baśniach, pieśniach i fraszkach ludowych, przyczynkach etnograficznych, opisach obyczajów ludowych. Najważniejszą jego pracą folklorystyczną jest zbiór studiów porównawczych Pierwiastek ludowy w poezji polskiej XIX wieku (1901), będący pierwszą próbą ukazania związków literatury z jej źródłami ludowymi. Tworzył także biografie poetów romantycznych (Józefa Bohdana Zaleskiego, Seweryna Goszczyńskiego, Maurycego Gosławskiego).
Był autorem książki Dżingis-Chan zmartwychwstały. Studia z psychopatologii rosyjskiej (Księgarnia św. Wojciecha, Poznań 1919), w której przedstawił Rosjan jako krwiożerczą rasę pozbawioną moralności, a bolszewików jako istoty demoniczno-zwierzęce opanowane żądzą zniszczenia. Oskarżył jednocześnie Żydów o wywołanie rewolucji październikowej w myśl teorii spiskowej o żydokomunie.
Spoczywa na cmentarzu Powązkowskim w Warszawie (grób 72 pod murem ul. Tatarskiej).